# Белка (приток Тыченки)
Белка — река в России, протекает по Крестецкому району Новгородской области. Устье реки находится в 5 км по левому берегу реки Тыченка. Длина реки составляет 14 км.
Система водного объекта: Тыченка → Мошня → Холова → Мста → Волхов → Нева → Балтийское море.

## Данные водного реестра
По данным государственного водного реестра России относится к Балтийскому бассейновому округу, водохозяйственный участок реки — Мста без р. Шлина от истока до Вышневолоцкого, речной подбассейн реки — Волхов. Относится к речному бассейну реки Нева (включая бассейны рек Онежского и Ладожского озера).
Код объекта в государственном водном реестре — 01040200212102000021527.